# Exilio español
Exilio español o exilio político español es un término muy usual en la historiografía y en las ciencias sociales con el que se hace referencia a los diferentes exilios que por razones políticas se han sucedido en la historia de España, especialmente en la historia contemporánea de España a partir del de los afrancesados en 1814, y al que siguió casi simultáneamente el de los liberales españoles, que se repitió en 1823. El destino de ambos fue especialmente Francia e Inglaterra.
La denominación "exilio español" se utilizó particularmente para denominar el exilio republicano español (desde 1939 hasta 1977). El término no puede confundirse con la salida de grandes contingentes de población española por razones económicas o de otro tipo (emigración española), pero no políticas.
No es usual que se aplique el término a las expulsiones que, por razones socio-religiosas, caracterizaron a la Monarquía Católica del viejo Régimen en España: la expulsión de los judíos de España (1492) y la expulsión de los moriscos (1609).

## Exilios anteriores a la Edad Contemporánea

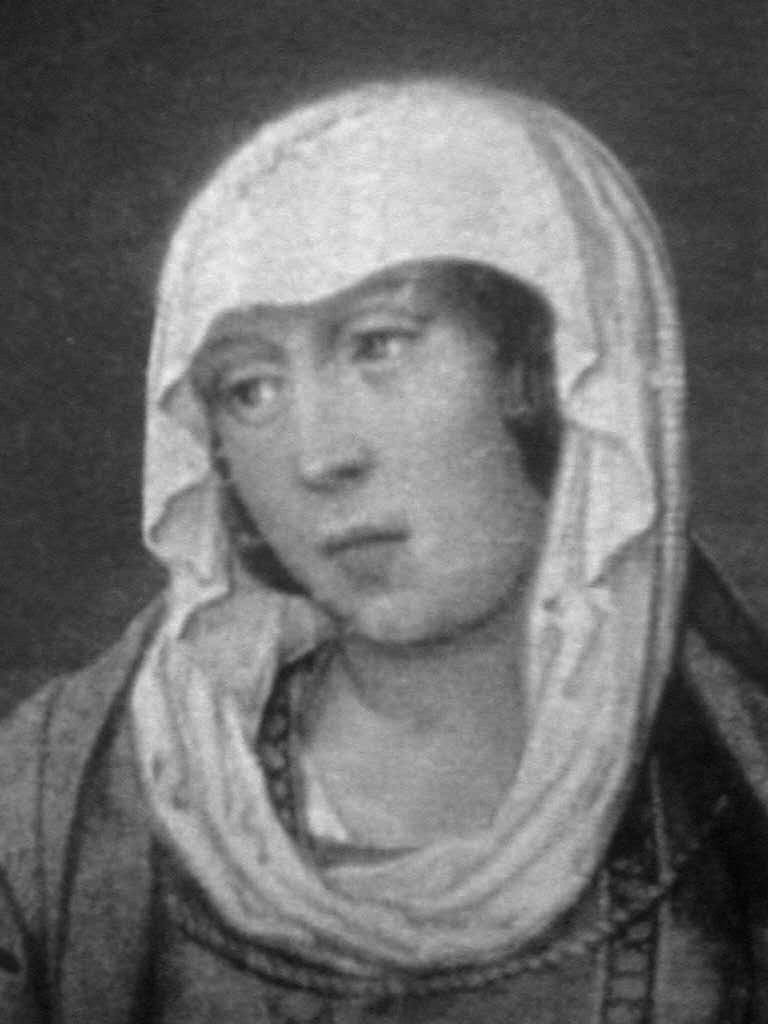
Juana la Beltraneja, pretendiente al trono de Castilla, vivió exiliada en Portugal desde 1476 hasta su muerte.
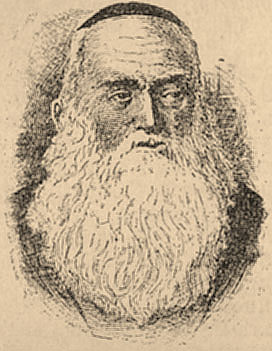
Isaac Abrabanel, judío expulsado en 1492, vivió exiliado en Italia hasta su muerte.
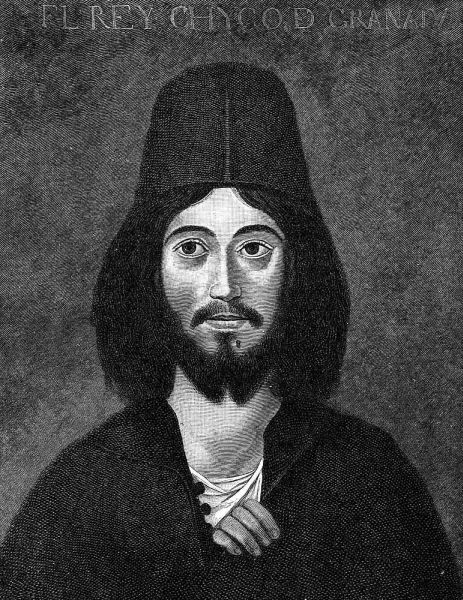
Boabdil, el último rey nazarí de Granada, se exilió en Fez en 1493, tras unos meses en el señorío que se le había reservado en las Alpujarras.
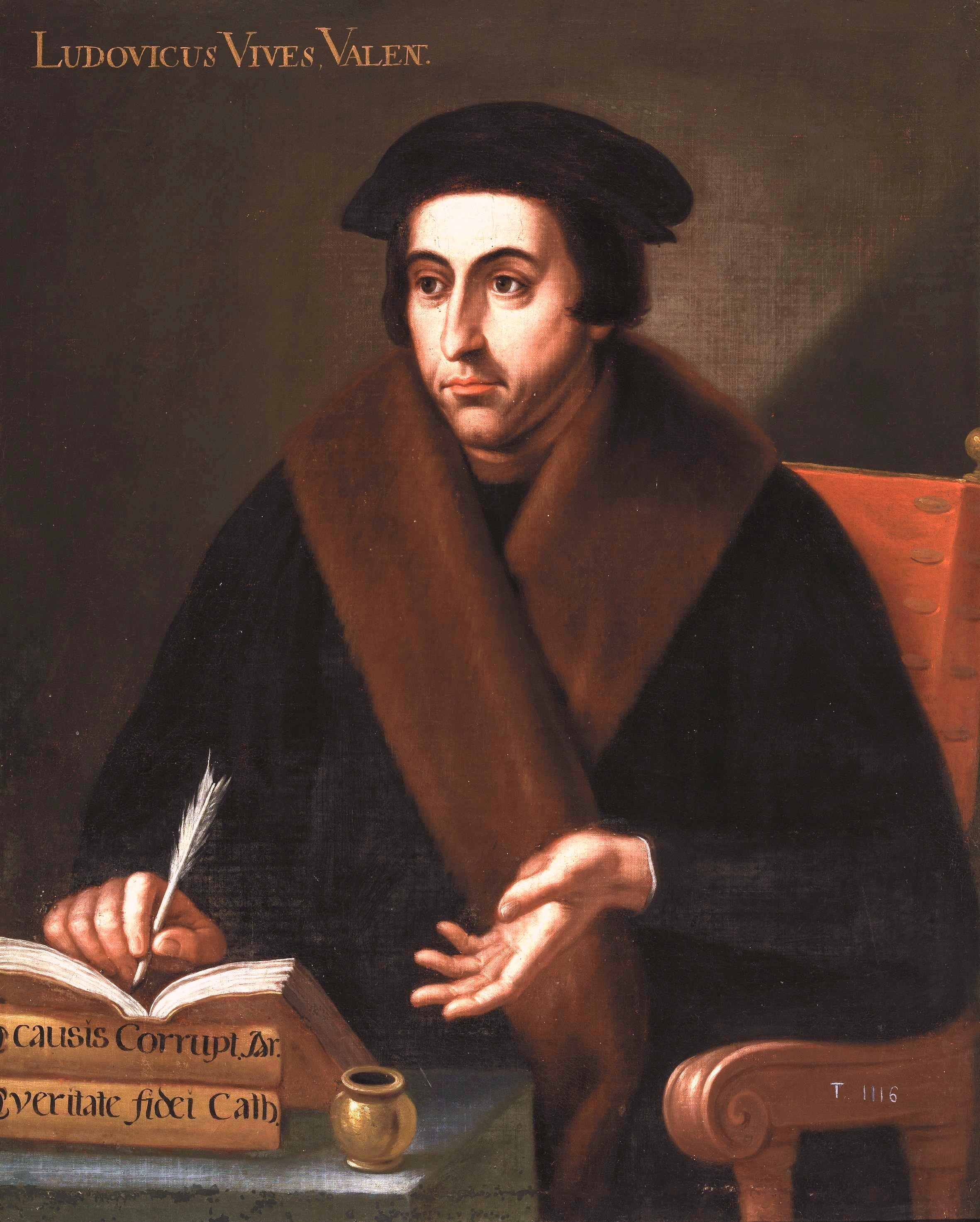
Luis Vives.
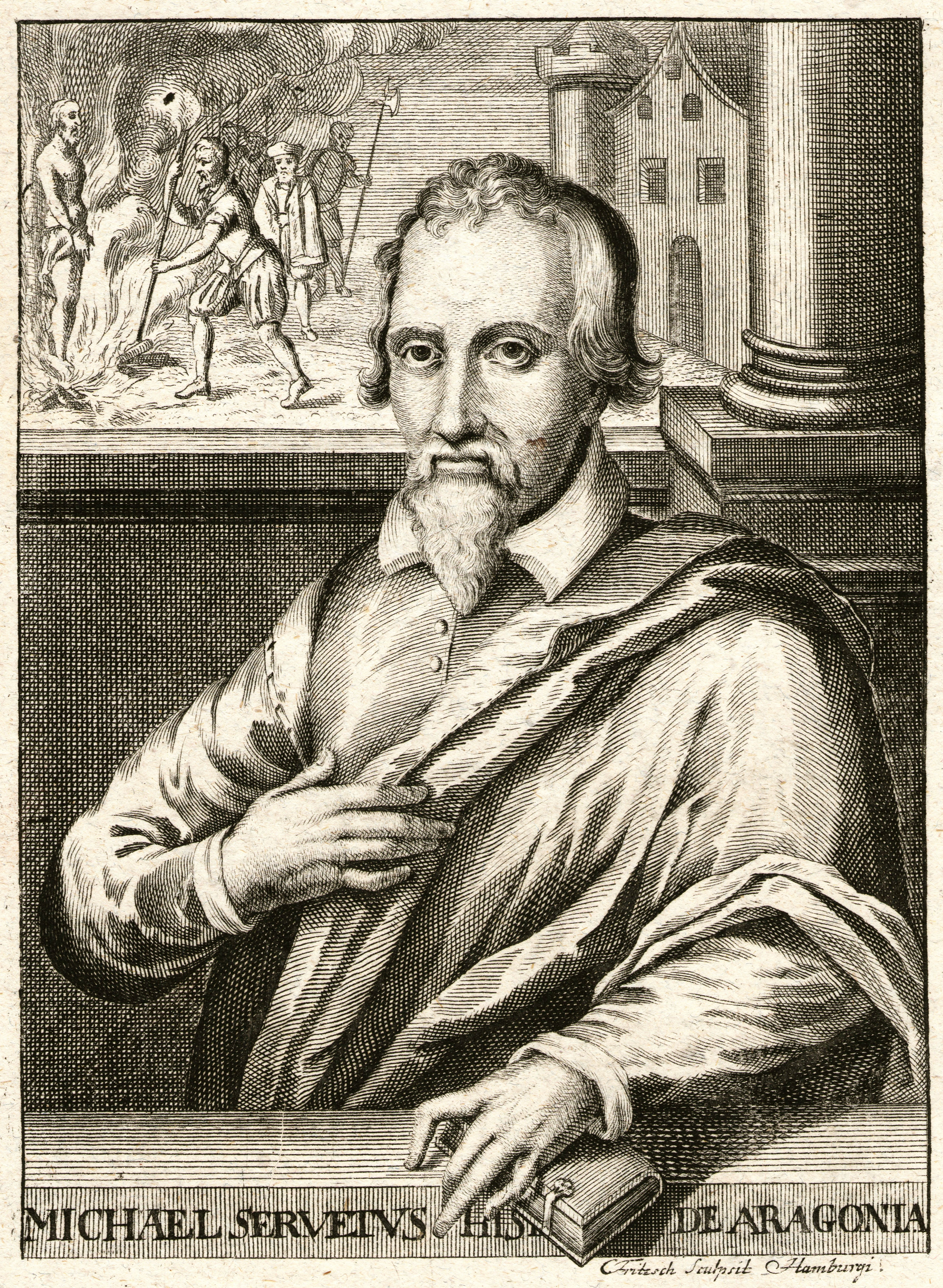
Miguel Servet.
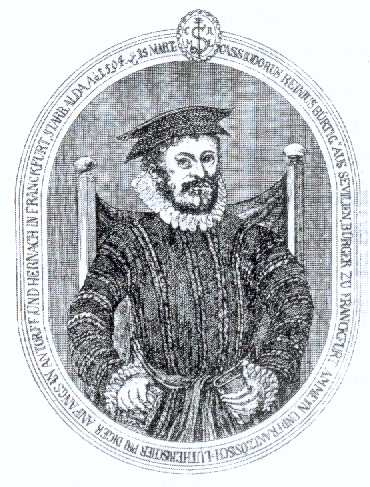
Casiodoro de Reina, protestante, huyó de España en 1557. Pasó su exilio en Ginebra, Inglaterra, Holanda y Alemania.
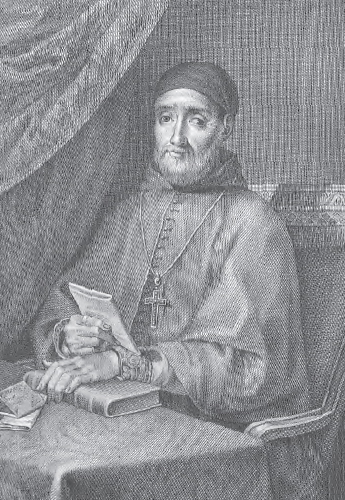
Bartolomé de Carranza.

### La expulsiones por motivos socio-religiosos
La primera gran salida de contingentes de población de la península ibérica fue la ocasionada por la guerra de Granada, el episodio final de la Reconquista. Un número no determinado de musulmanes andalusíes se exiliaron en el norte de África (no obstante, la mayor parte permanecieron como población sometida -primero mudéjares y luego moriscos- hasta la expulsión definitiva en 1609). De una manera más radical se produjo la expulsión de los judíos de España de 1492; que creó comunidades sefardíes (literalmente "españolas") en el Norte de África, el Imperio Turco, Italia y Holanda.
La represión inquisitorial de cualquier heterodoxia provocó el exilio de un pequeño número de alumbrados y protestantes desde el siglo XVI (Juan Pérez de Pineda, Cipriano de Valera, Casiodoro de Reina). Las creencias de Miguel Servet fueron encontradas delictivas por los protestantes de Ginebra, donde fue ejecutado. Otros intelectuales, de creencias religiosas no necesariamente heterodoxas, como los erasmistas, escogieron prudentemente no volver a España, a pesar de estar en teoría protegidos por su cercanía al poder político (Luis Vives, Alfonso y Juan de Valdés). Incluso un obispo conciliar como Bartolomé de Carranza murió exiliado en Roma como consecuencia de su enfrentamiento con la Inquisición. También hubo algún caso de huida de España por razones meramente políticas (Antonio Pérez).
En el siglo XVIII, la expulsión de los jesuitas en 1767 produjo la salida de un gran número de ellos hacia distintos países de Europa (primero a los Estados Pontificios, y tras la disolución de la Compañía, a lugares tan lejanos como Prusia y Rusia, donde no tenían efecto las decisiones papales).

### El exilio austracista tras la guerra de sucesión española (1701-1714)
La derrota de los austracistas —los partidarios del Archiduque Carlos— en la guerra de sucesión española y la represión borbónica posterior decretada por el vencedor, Felipe V, provocaron el exilio de miles de austracistas —hecho considerado como el primer exilio político de la historia de España por el historiador Joaquim Albareda—. Aunque también existió un exilio felipista integrado por los partidarios de Felipe V que fueron obligados, entre 1705 y 1707, a abandonar los Estados de la Corona de Aragón y a los que regresaron conforme fueron conquistados por los ejércitos borbónicos, el exilio austracista, como ha señalado Joaquim Albareda, fue mucho más importante ya que "alcanzó unas dimensiones sin precedentes en la historia de España: entre 25.000 y 30.000 personas".
El destino principal de los exiliados fueron las antiguas posesiones de la Monarquía Hispánica en Italia, como el reino de Nápoles, la isla de Cerdeña o el Ducado de Milán, y los Países Bajos españoles, estados que habían pasado a la soberanía del Archiduque Carlos, convertido en el emperador Carlos VI del Sacro Imperio Romano Germánico. Otra parte, unos 1.500, marchó a la capital del Imperio, Viena, donde algunos de los exiliados ocuparon cargos importantes en la corte de Carlos VI como el catalán marqués de Rialp nombrado secretario de Estado y del Despacho.
De los exiliados se ocupó por orden del emperador Carlos VI el Consejo Supremo de España creado en la corte de Viena a finales de 1713 y su ayuda se concretó en el pago de rentas y pensiones a los exiliados que procedían de los bienes confiscados a los partidarios de Felipe V de los estados italianos incorporados a la Corona Imperial. En esta ayuda desempeñó un papel esencial el marqués de Rialp.

## Exilios delsigloXIX

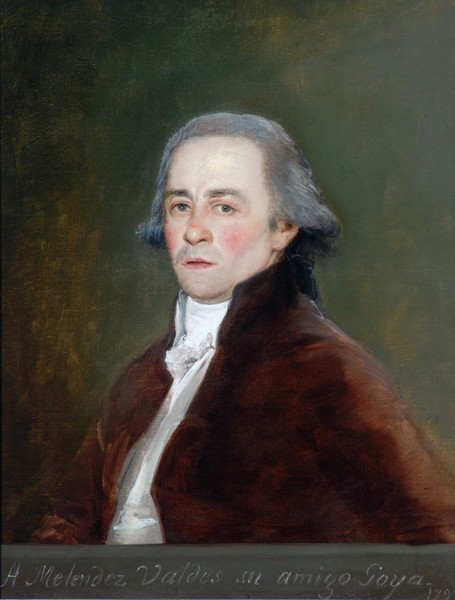
Juan Meléndez Valdés, afrancesado, se exilió en Francia desde 1814 hasta su muerte.
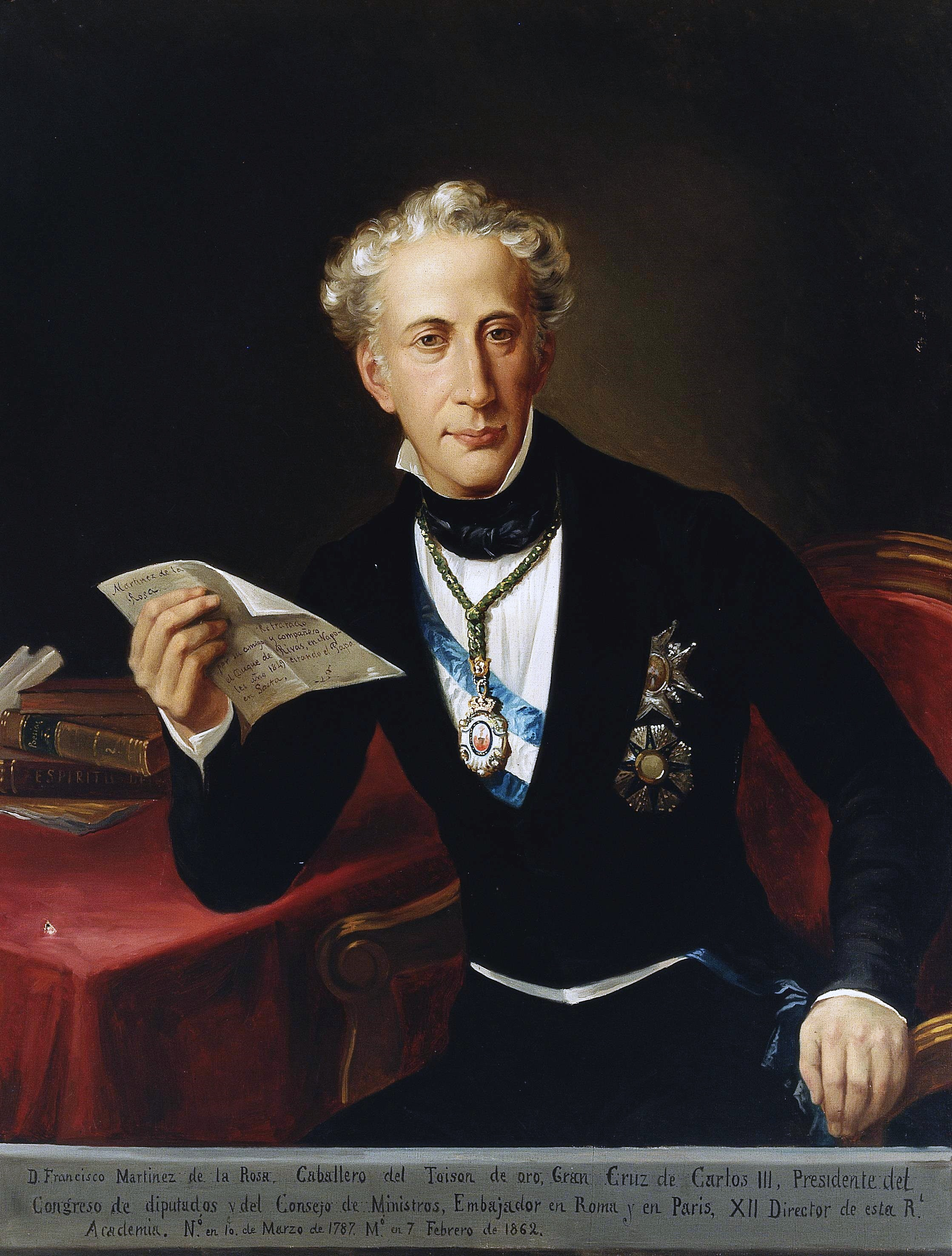
Francisco Martínez de la Rosa, liberal gaditano, se exilió en Francia desde el final del Trienio liberal (1823) hasta la muerte de Fernando VII (1833).
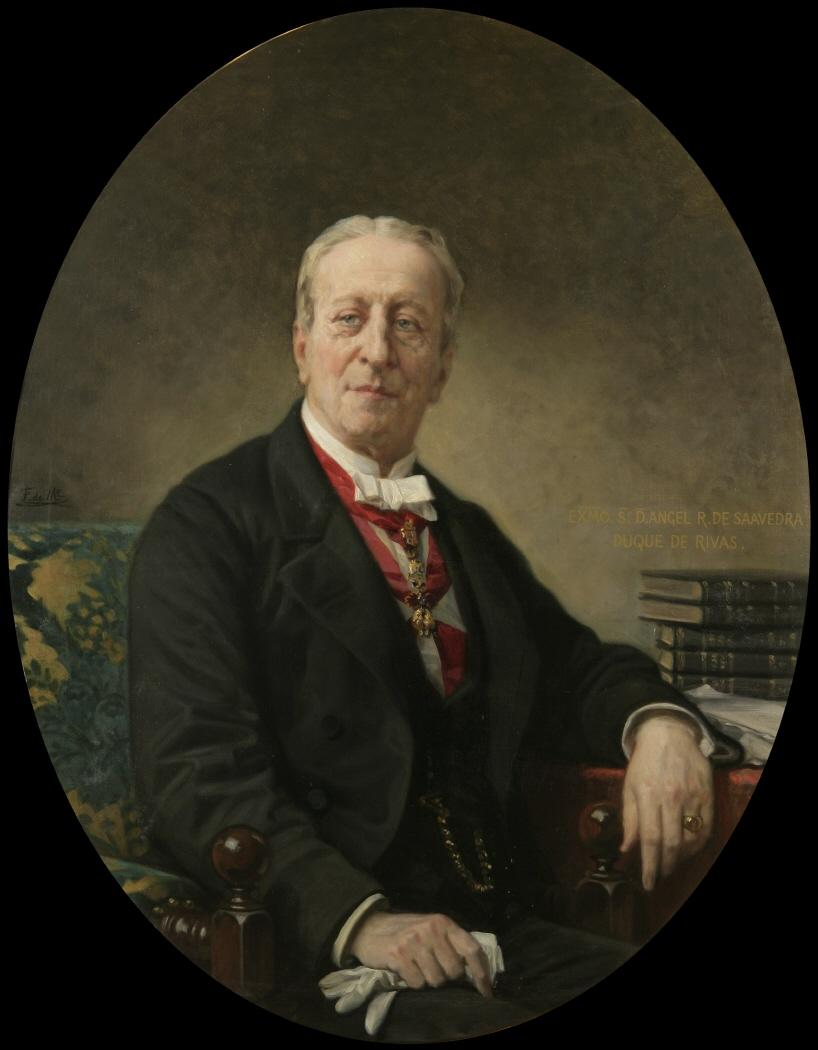
Duque de Rivas.
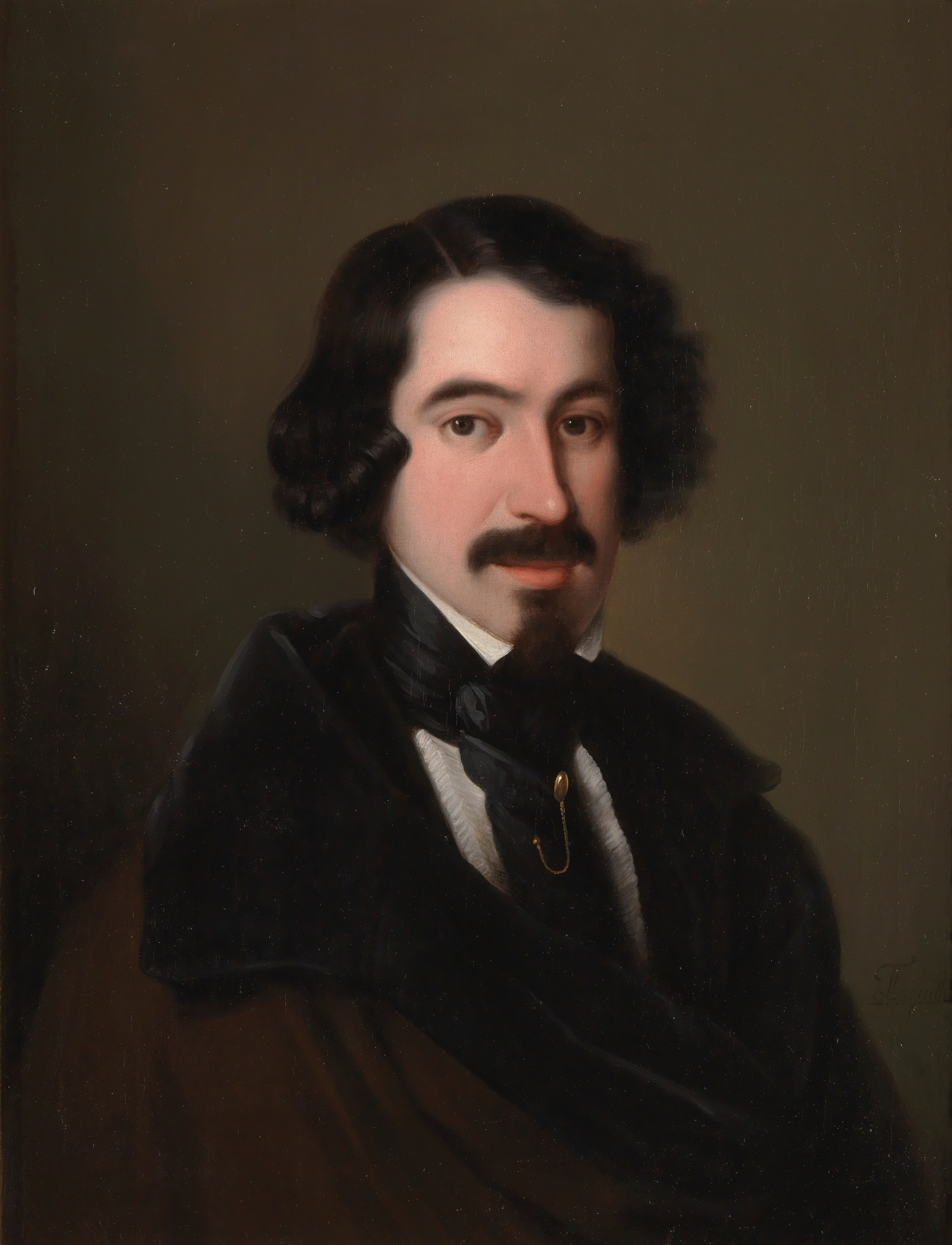
Espronceda.

...figuras trágicas, envueltas en capas gastadas, deambulando con labios apretados por las anchas aceras de Euston Square y las proximidades de St. Pancras New Church
Thomas Carlyle.

Además de los exilios de afrancesados y liberales del reinado de Fernando VII (1814-1833) -algunos de ellos compartían ambas condiciones, como Francisco de Goya o Alberto Lista-, a lo largo del siglo XIX se produjo la salida al exilio de grupos de carlistas; y de distintos grupos o personalidades, incluyendo a la jefatura del Estado en varias ocasiones: la reina regente María Cristina de Borbón (1840), el general Baldomero Espartero, que la había sucedido en la regencia (1843), y la reina Isabel II (1868). Los propios revolucionarios de 1868 habían realizado la mayor parte de sus contactos en el exilio (Pacto de Ostende, 1866).

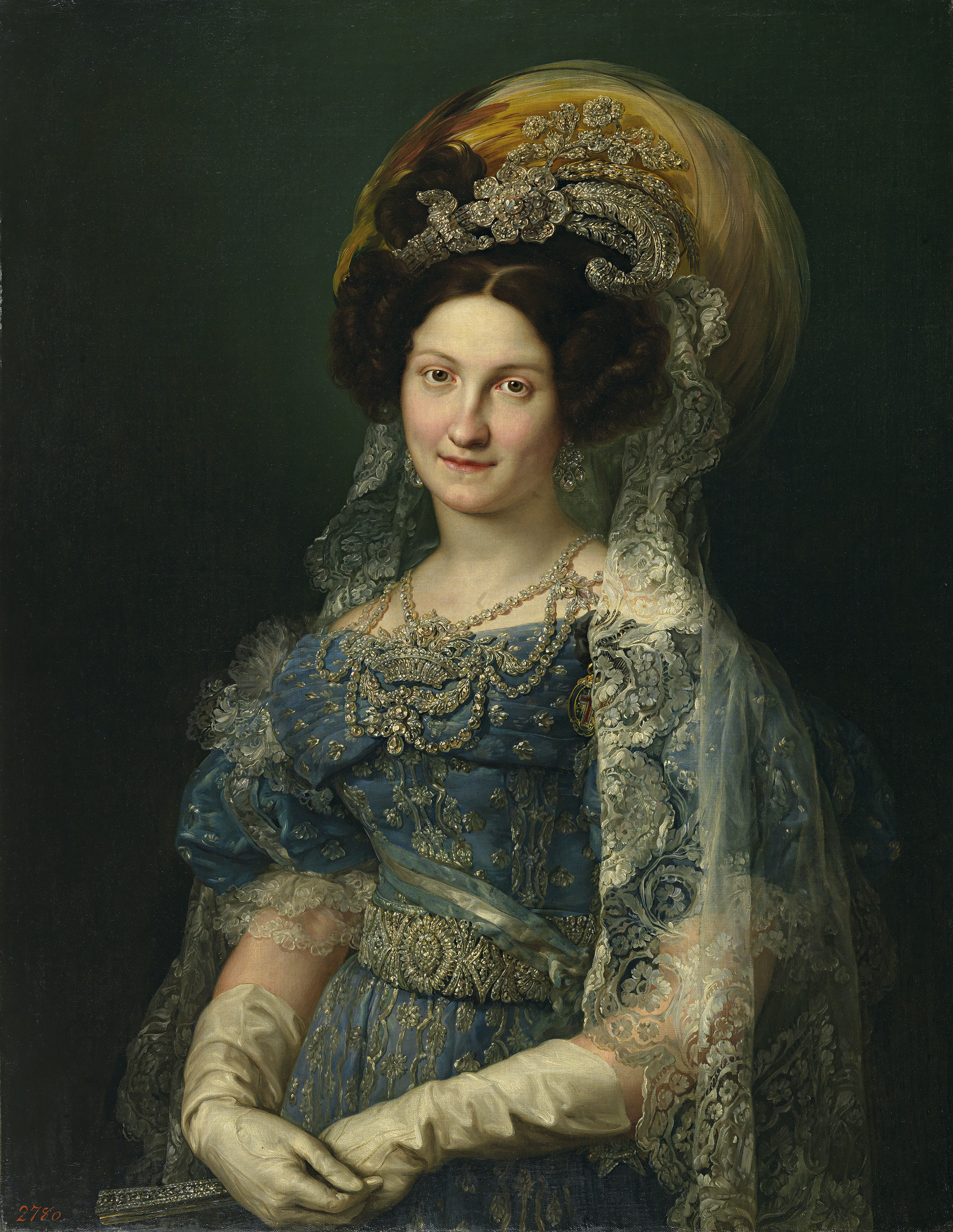
María Cristina de Borbón-Dos Sicilias, regente en nombre de su hija, fue enviada al exilio en Francia entre 1840 y 1844, y nuevamente entre 1854 y 1876.
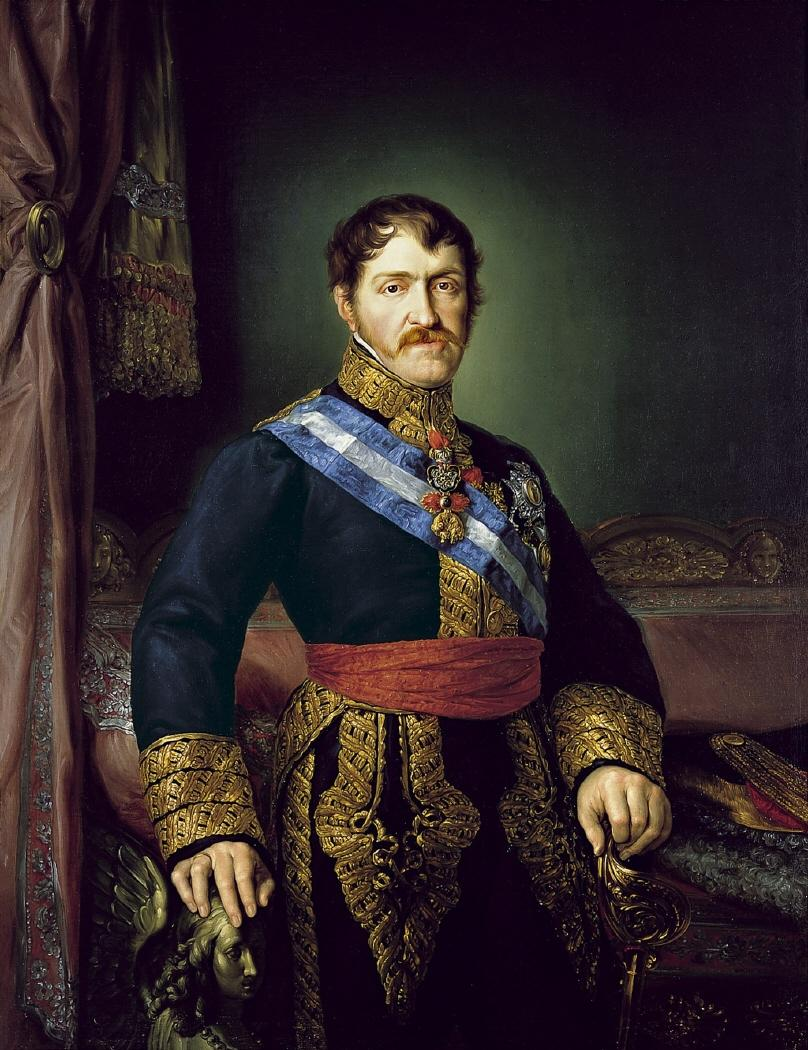
Carlos María Isidro de Borbón, pretendiente carlista, exiliado en Francia y el Imperio austrohúngaro entre 1839 y su muerte.
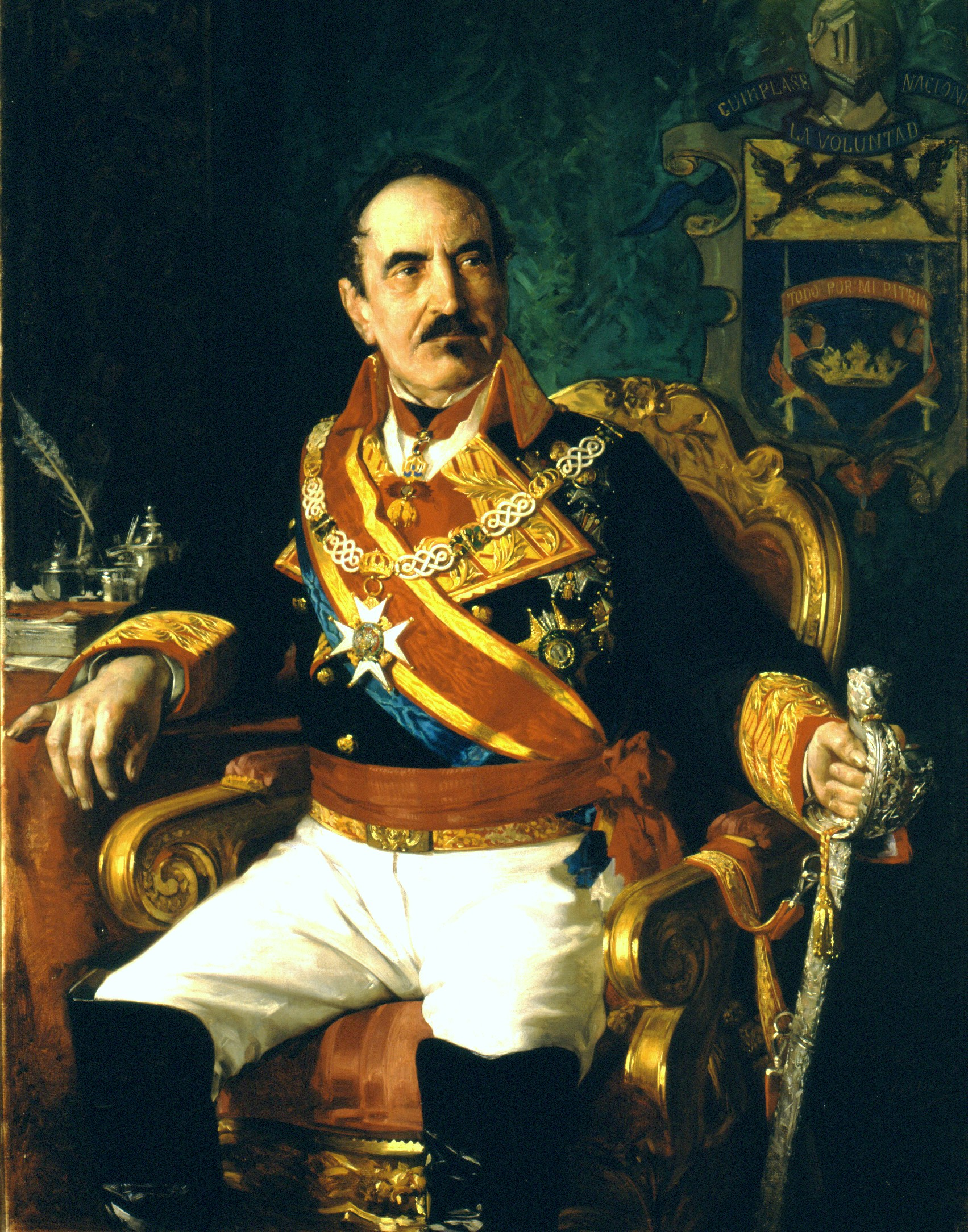
Baldomero Espartero, espadón progresista, se exilió en Inglaterra entre 1843 y 1849.
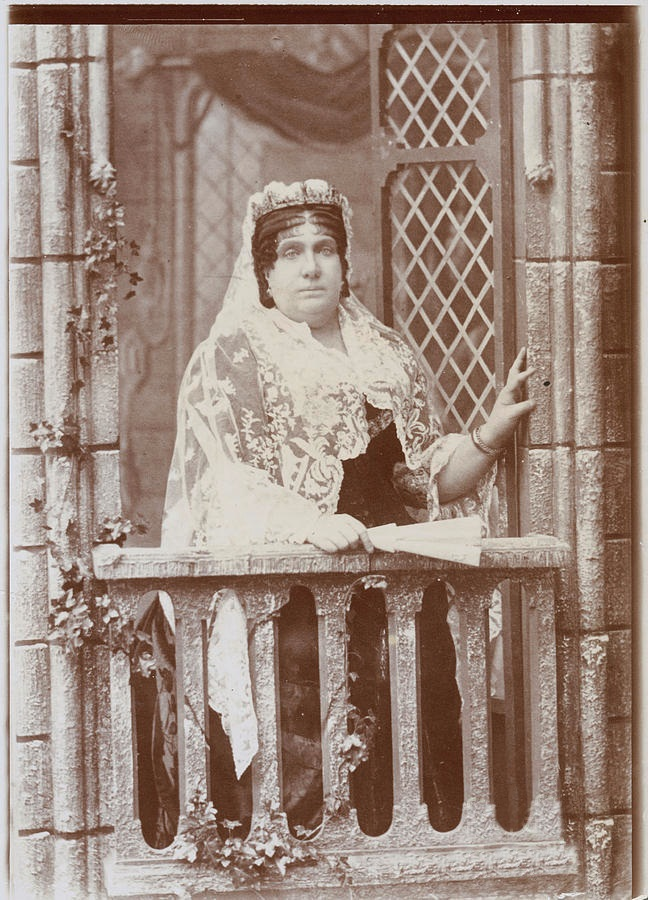
Isabel II, exiliada en Francia entre 1868 y su muerte.

## Exilios del primer tercio delsigloXX

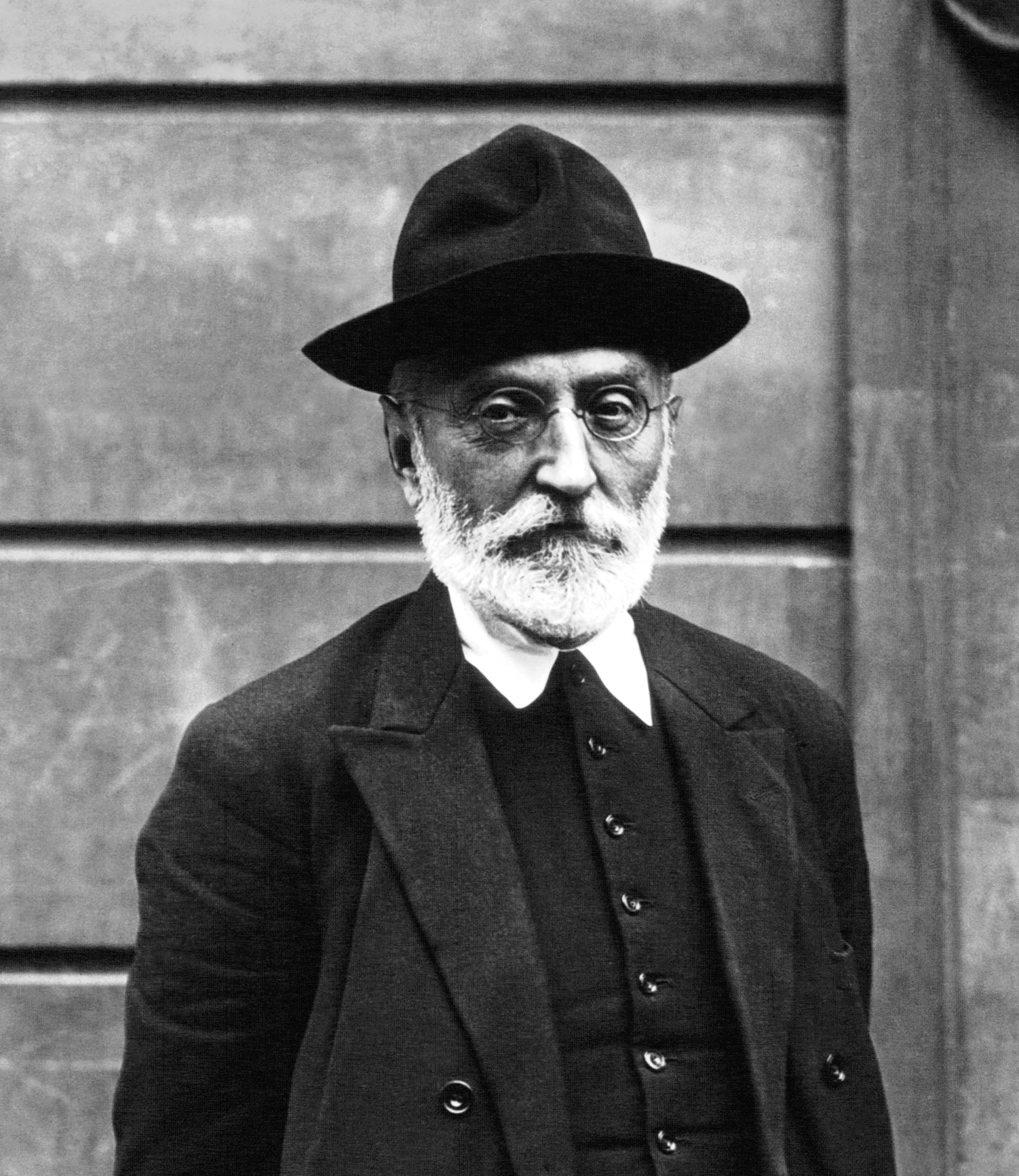
Miguel de Unamuno fue desterrado a Fuerteventura en 1924, de donde se fugó para exiliarse en Francia hasta 1930.
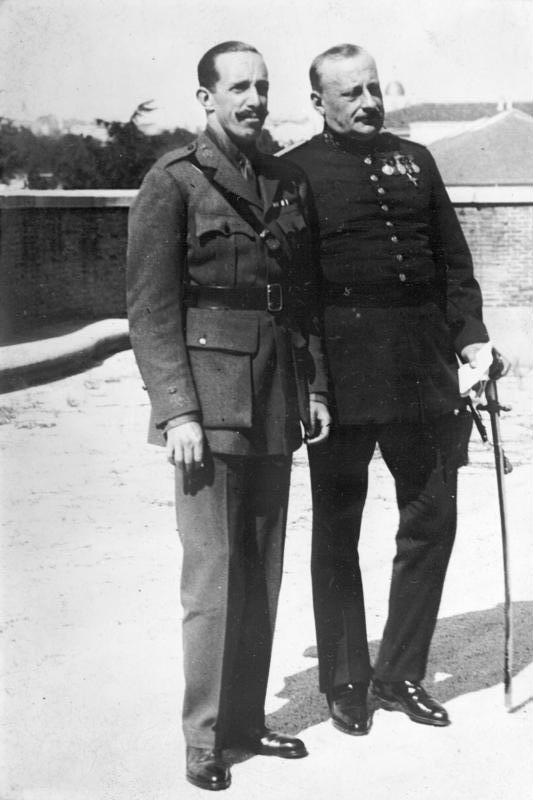
Alfonso XIII y Miguel Primo de Rivera. El dictador se exilió en Francia desde su salida del poder (1930 -pocos meses antes de su muerte-), y el rey desde la proclamación de la II República (1931) hasta su muerte (inició su exilio en varios lugares, terminando por establecerse en Roma).
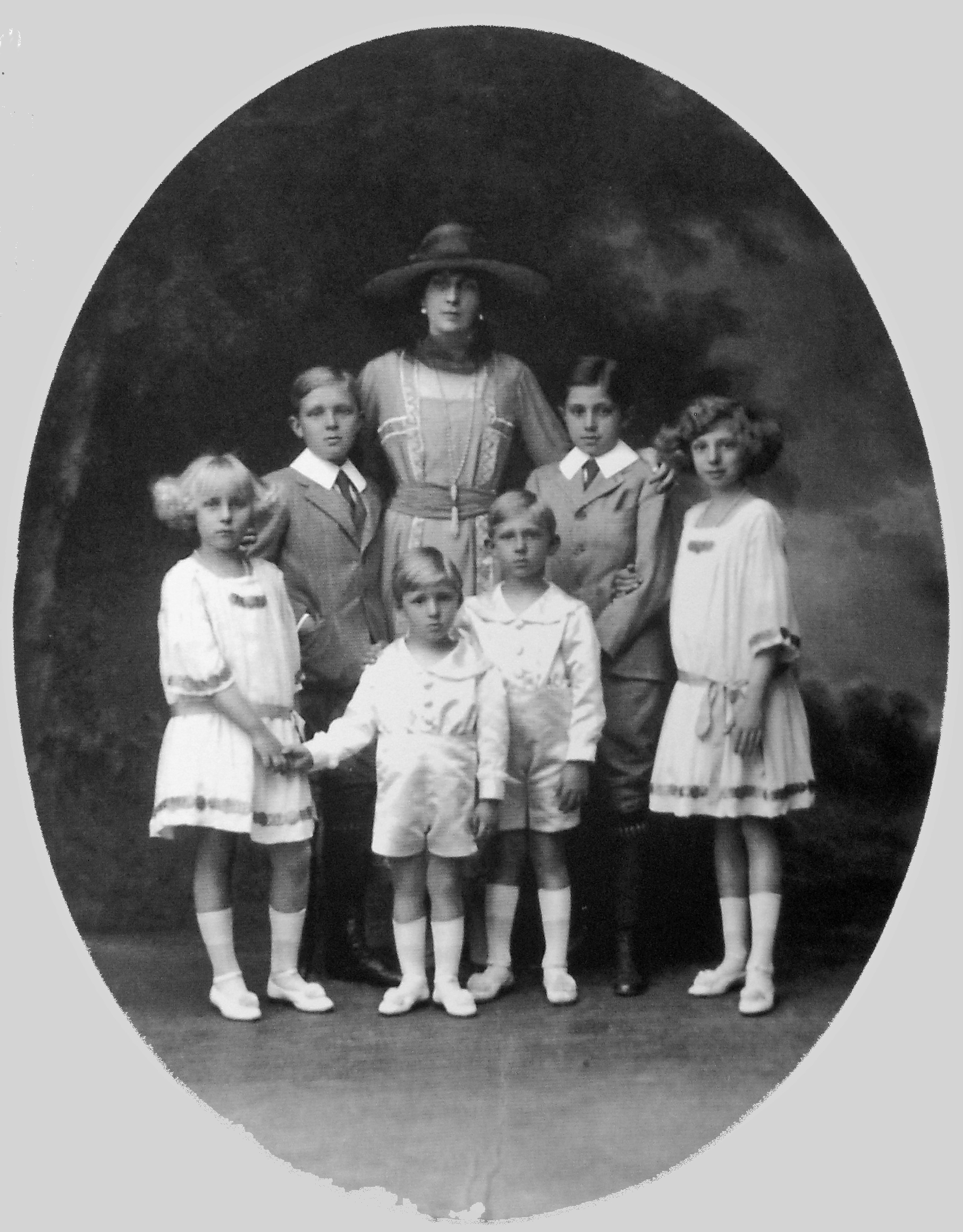
Miembros de la familia real española en 1918. Se exiliaron en 1931

La imposibilidad de participación política "no dinástica" durante la Restauración, incrementada aún más durante la Dictadura, llevó a algunos políticos e intelectuales al exilio, aunque el Pacto de San Sebastián (equivalente al de Ostende) pudo hacerse en territorio nacional.
Durante la Segunda República Española, además de la familia real, salieron al exilio algunos militares, como José Sanjurjo, involucrados en una sublevación, y un cierto número de jesuitas (la Compañía quedó implícitamente prohibida por la Constitución de 1931).

## Exilio republicano

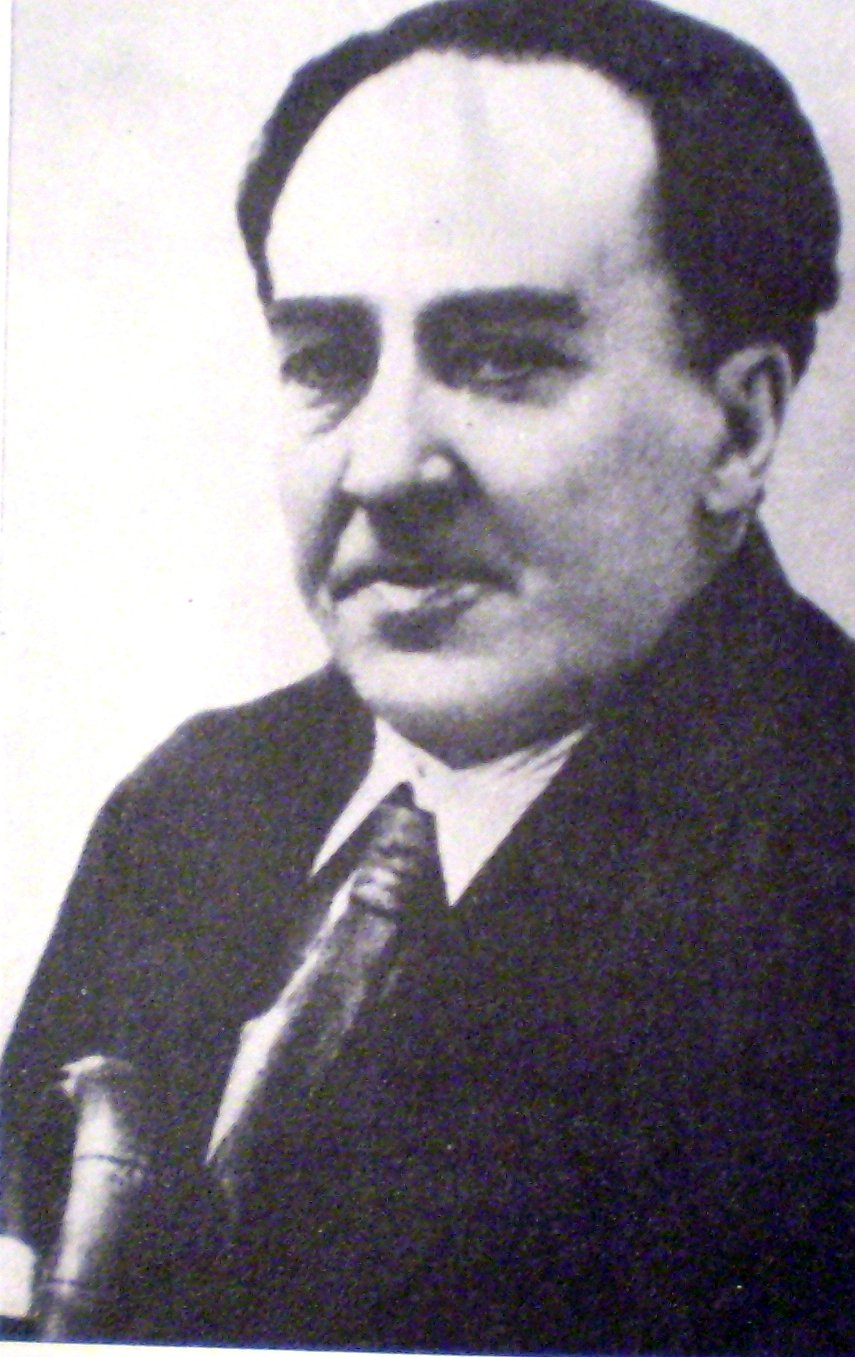
Antonio Machado, que murió a los pocos días de cruzar la frontera francesa. Tampoco sobrevivió mucho tiempo Manuel Azaña.
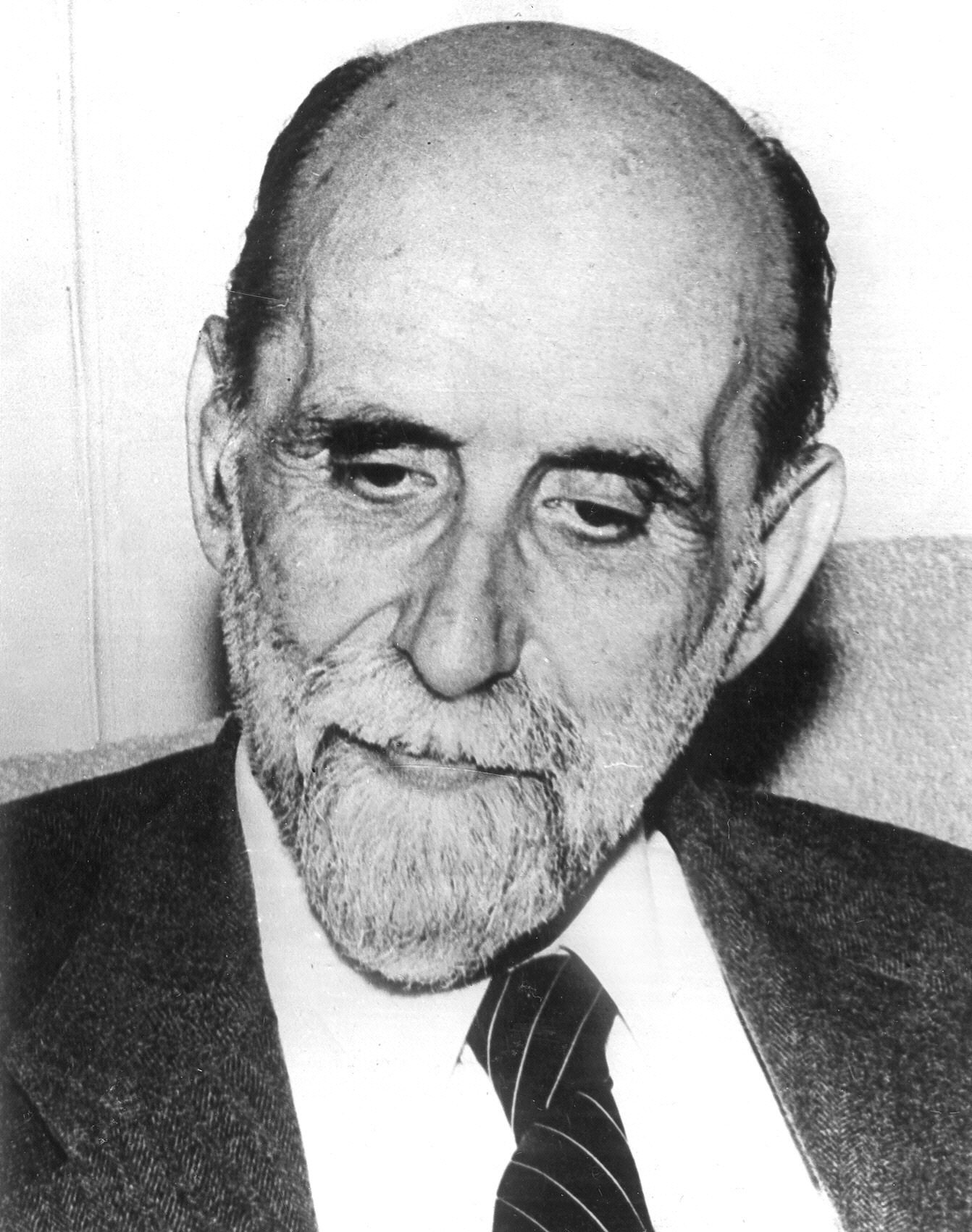
Juan Ramón Jiménez, cuya identificación con la República no era particularmente intensa, decidió no volver a España, lo que también fue el caso de Ramón Gómez de la Serna. Otros destacados intelectuales de la llamada "tercera España", que también iniciaron el exilio, optaron por volver a España y colaborar, de un modo u otro, con el régimen de Franco (José Ortega y Gasset, Gregorio Marañón y Ramón Pérez de Ayala -los principales impulsores de la Agrupación al Servicio de la República de 1931-).
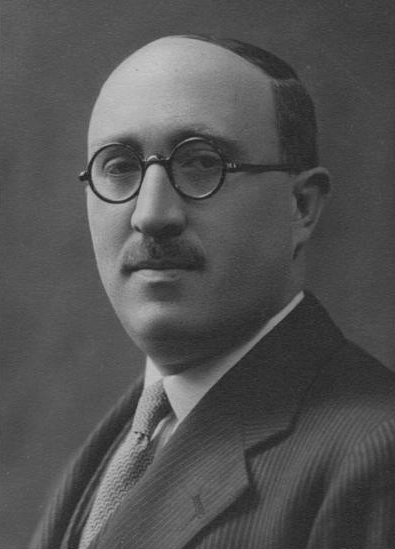
Claudio Sánchez-Albornoz fue presidente del Gobierno de la República española en el exilio.
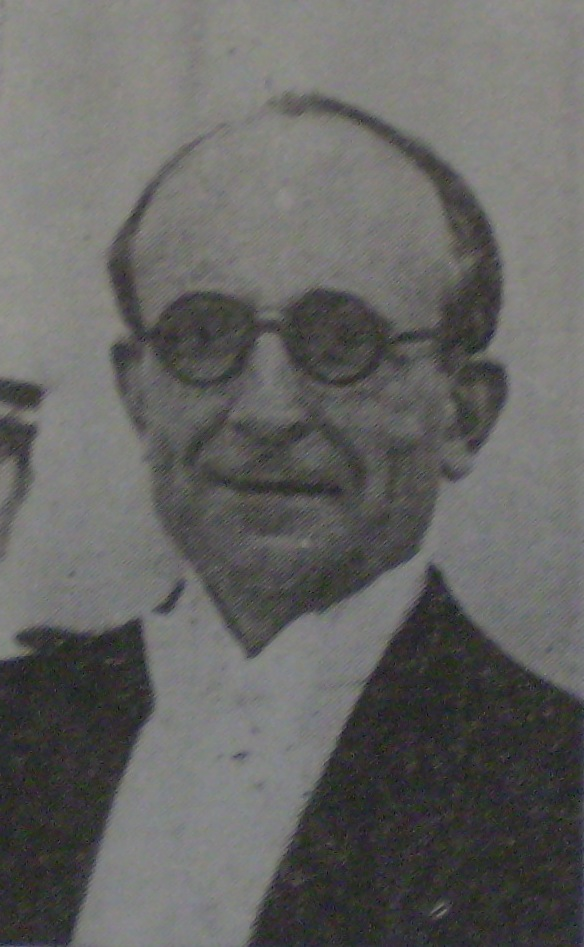
Salvador de Madariaga se esforzó desde el exilio por tender puentes entre políticos e intelectuales de todas las tendencias, tanto de dentro como de fuera de España.
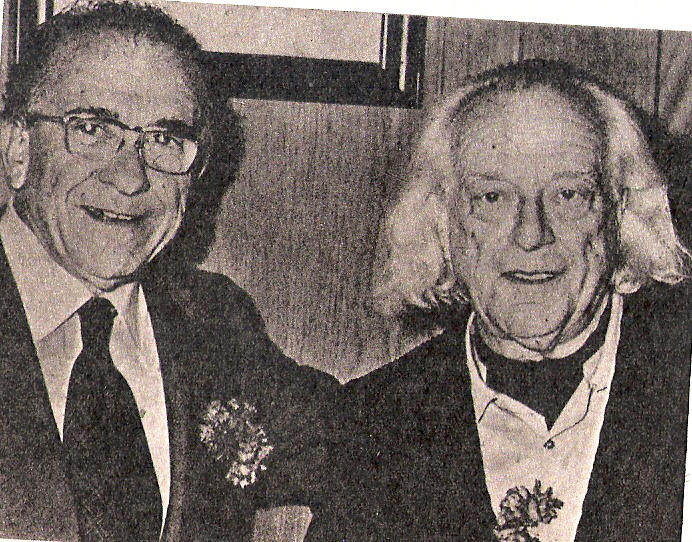
Santiago Carrillo y Rafael Alberti, vinculados al Partido Comunista de España, la fuerza mejor organizada de oposición al franquismo en el interior, y que mantuvo estrechos lazos con la Unión Soviética hasta el eurocomunismo de los años 70. Permanecieron exiliados entre 1939 y 1977, aunque la buena relación que Alberti mantuvo con intelectuales franquistas (especialmente José María Pemán) le permitieron visitas discretas a su ciudad natal. Algo similar ocurrió con Pablo Picasso.

Hoy las nubes me trajeron, 
volando, el mapa de España. 
(...)
Yo, a caballo, por su sombra 
busqué mi pueblo y mi casa.
Entré en el patio que un día 
fuera una fuente con agua. 
Aunque no estaba la fuente,
la fuente siempre sonaba. 
Y el agua que no corría 

volvió para darme agua.
Poemas del destierro y de la espera, Rafael Alberti.

Además de en Francia (donde los grupos de exiliados españoles se organizaron en ciudades como París y Toulouse), la mayor parte de los exiliados se asentaron en América, siendo muy importante el exilio español en México (donde fue atraído por las medidas favorables del presidente Lázaro Cárdenas).
Algunos casos entre los exiliados republicanos tuvieron características especiales, como los denominados niños de Rusia (que continuaron en la Unión Soviética en los años siguientes, con o sin su consentimiento o de sus familias) o el grupo de casi doscientos aviadores republicanos retenidos en circunstancias similares.

## Exiliados durante el franquismo

### «Exilio interior»
La expresión "exilio interior" se acuñó para designar la forma en que los intelectuales opuestos al franquismo vivieron durante la dictadura en el interior de España. La expresión derivó de un artículo de Miguel Salabert sobre la España de Franco publicado en L'Express en 1958 y su posterior novela El exilio interior, publicada en Francia en el 61.

### Exilio
El régimen de Franco obligó a mantenerse en el exilio a algunas personalidades ajenas al bando republicano, especialmente a algunos de los pretendientes al trono (Juan de Borbón -rama alfonsina-, que mantuvo su residencia en Estoril, o Carlos Hugo de Borbón-Parma -una de las ramas carlistas-). Con ocasión de alguno de los episodios en que se produjeron incidentes (sucesos de 1956, contubernio de Múnich de 1962, sucesos de 1968) se produjo la salida de España, por periodos más o menos breves o prolongados, de un cierto número de afectados por la represión, entre los que se encontraron algunos destacados intelectuales que manifestaron su oposición al franquismo (Fernando Sánchez Dragó, Juan Goytisolo, Fernando Arrabal, José Luis López Aranguren, Santiago Montero Díaz) o de algunos artistas (Miguel de Molina -quien, además de ser conocido por su ideología, lo era por su homosexualidad-). Entre los casos más tardíos estuvieron los de Víctor Manuel y Ana Belén (1973) y el de Joan Manuel Serrat (1975). Incluso después de las primeras elecciones democráticas Albert Boadella tuvo que exiliarse para eludir un proceso de la justicia militar en 1977.
El inicio de la actividad terrorista de ETA produjo el exilio en Francia de un cierto número de activistas y personalidades próximas (Txillardegi, Julen Madariaga). A pesar de la amnistía y del posterior proceso de reinserción, la continuidad de ETA en democracia significó la necesidad de mantenerse como "exiliados vascos" a cientos de ellos, inicialmente beneficiados por el mantenimiento de la consideración de su estatus de refugiado político, que paulatinamente se fue retirando por las autoridades francesas (la consideración de ETA como "asociación de malhechores" y el establecimiento de una colaboración cada vez mayor con las autoridades españolas no se dio hasta avanzados los años 80).

## «Exilios» y nacionalismos en democracia
Se viene hablando de exilio para referirse a la salida del País Vasco y de Cataluña, desde las décadas finales del siglo XX, de determinadas personalidades –Jon Juaristi, Francisco Llera, Federico Jiménez Losantos–, grupos profesionales –policías, profesores– u otras personas; obligada o presionada por cuestiones relacionadas de una u otra manera con el ascenso social y político de los denominados nacionalismos periféricos: especialmente por la violencia terrorista o la denominada normalización lingüística.